# Oak Hill (Tennessee)
Oak Hill és una població dels Estats Units a l'estat de Tennessee. Segons el cens del 2000 tenia 4.493 habitants.

## Demografia
Segons el cens del 2000, Oak Hill tenia 4.493 habitants, 1.816 habitatges, i 1.367 famílies. La densitat de població era de 220,1 habitants/km².
Dels 1.816 habitatges en un 30,8% hi vivien nens de menys de 18 anys, en un 68,3% hi vivien parelles casades, en un 5,6% dones solteres, i en un 24,7% no eren unitats familiars. En el 20,6% dels habitatges hi vivien persones soles el 10,6% de les quals corresponia a persones de 65 anys o més que vivien soles. El nombre mitjà de persones vivint en cada habitatge era de 2,47 i el nombre mitjà de persones que vivien en cada família era de 2,88.
Per edats la població es repartia de la següent manera: un 22,7% tenia menys de 18 anys, un 4% entre 18 i 24, un 23,2% entre 25 i 44, un 32% de 45 a 60 i un 18,2% 65 anys o més.
L'edat mediana era de 45 anys. Per cada 100 dones de 18 o més anys hi havia 92 homes.
La renda mediana per habitatge era de 90.174 $ i la renda mediana per família de 104.952 $. Els homes tenien una renda mediana de 70.963 $ mentre que les dones 42.500 $. La renda per capita de la població era de 58.932 $. Cap de les famílies i l'1,2% de la població estaven per davall del llindar de pobresa.

## Poblacions més properes
El següent diagrama mostra les poblacions més properes.